# Ján Polgár
Ján Polgár (Chop, Checoslovaquia; 31 de mayo de 1929-Košice, Eslovaquia; 27 de julio de 2023) fue un futbolista checo que jugó en la posición de delantero.

## Carrera

### Club
| Periodo   | Club                  |
| --------- | --------------------- |
| 1948–1952 | Dynamo ČSD Košice     |
| 1953–1954 | Křídla vlasti Olomouc |
| 1956      | Spartak Košice VSS    |
| 1957–1958 | FC Tatran Prešov      |
| 1958–1959 | FC Lokomotíva Košice  |

### Selección nacional
Jugó para Checoslovaquia en una ocasión en 1951.

## Tras el retiro
Al retirarse fue entrenador de equipos de divisiones menores por 40 años.